# Tumbling Shoals
Tumbling Shoals est une census-designated place du comté de Cleburne, dans l’État américain de l'Arkansas.